# Katarína Filová
Katarína Filová (* 14. Mai 1989 in Bratislava) ist eine slowakische Schwimmerin, die sich auf Sprintdistanzen im Freistilschwimmen spezialisiert hat. Sie ist mehrfache slowakische Rekordhalterin in Freistil-Staffeln und zweifache Mannschaftsmeisterin der Atlantic Coast Conference im Jahr 2013. Filová ist zudem aktive Athletin im J&T Sport Team Bratislava und wird von Gabriel Baran trainiert.
Filová qualifizierte sich für zwei Schwimmwettbewerbe bei den Olympischen Sommerspielen 2012 in London, nachdem sie beim Grand Prix der Slowakei in ihrer Heimatstadt Bratislava die FINA-B-Normzeiten von 55,66 Sekunden (100 m Freistil) und 2:01,02 Minuten (200 m Freistil) erreichte.
Im 200-Meter-Freistil-Wettbewerb trat Filová im zweiten Vorlauf gegen sieben andere Schwimmerinnen an, darunter die ehemalige Olympiasiegerin Camelia Potec aus Rumänien. Auf Bahn acht schwimmend, schlug Filová knapp vor der Österreicherin Jördis Steinegger an und belegte mit einer Zeit von 2:02,03 Minuten den sechsten Platz im Lauf sowie den 28. Rang insgesamt – 0,36 Sekunden hinter der nächstschnelleren Zeit.
In ihrem zweiten Wettkampf, dem 100-Meter-Freistil, erreichte Filová im vierten Vorlauf erneut Platz sechs mit einer Zeit von 56,58 Sekunden – nur 0,25 Sekunden hinter der Olympiasiegerin im Brustschwimmen, Rūta Meilutytė aus Litauen. Insgesamt belegte sie in den Vorläufen den 31. Platz unter 48 Teilnehmerinnen und verpasste damit den Einzug ins Halbfinale.
Filová ist derzeit im vierten Studienjahr an der Virginia Tech in Blacksburg, Virginia, wo sie International Studies (Internationale Studien) studiert. Sie ist eine von zwei slowakischen Athleten, neben dem Hammerwerfer Marcel Lomnický, die unter Cheftrainer Ned Skinner für die Virginia Tech Hokies trainieren.